# دپارتمان وادان
دپارتمان وادان (به عربی: مقاطعة وادان) یک منطقهٔ مسکونی در موریتانی است که در ولایت ادرار واقع شده‌است.
 دپارتمان وادان ۱۲۰٬۷۷۸ کیلومتر مربع مساحت و ۳٬۹۷۴ نفر جمعیت دارد.